# Tafelmusik (ensemble)
Pour les articles homonymes, voir Tafelmusik (homonymie).
Le Tafelmusik est un orchestre canadien spécialisé dans la musique baroque.

## Histoire
L'ensemble Tafelmusik, basé à Toronto, joue sur instruments d'époque. Créé par Kenneth Solway et Susan Graves en 1979, il a été dirigé par Jeanne Lamon entre 1981 et 2014.
L'orchestre est régulièrement accompagné du Tafelmusik Chamber Choir, formé en 1981 et dirigé par Ivars Taurins.
Outre les tournées internationales, Tafelmusik réalise près de 50 concerts par an en sa résidence du Trinity-St. Paul's Centre de Toronto.
En 2023, Rachel Podger est nommée au poste de premier chef invité de l'ensemble pour une période de deux ans à compter de septembre 2024.

## Hommage
L'astéroïde de la ceinture principale (197856) Tafelmusik, découvert en 2004, est nommé en l'honneur de l'ensemble.